# Юж-Сапарово
Юж-Сапарово (мар. Сапарсола) — деревня в Медведевском районе Марий Эл Российской Федерации. Входит в состав Люльпанского сельского поселения.

## География
Деревня находится на расстоянии 40 км к северо-западу от посёлка городского типа Медведево, административного центра района.

### Часовой пояс
Деревня Юж-Сапарово, как и вся Республика Марий Эл, находится в часовой зоне МСК (московское время). Смещение применяемого времени относительно UTC составляет +3:00.

## История
До 1 апреля 2014 года деревня входила в состав упразднённого Пижменского сельского поселения..

## Население
| 2010 | 2011 | 2012 | 2013 | 2015 | 2016 | 2018 |
| ---- | ---- | ---- | ---- | ---- | ---- | ---- |
| 73   | ↗74  | →74  | →74  | ↘38  | →38  | →38  |
| 2019 | 2020 | 2021 |      |      |      |      |
| →38  | →38  | ↘37  |      |      |      |      |

### Национальный состав
Национальный состав на 1 января 2013 г.:
| Национальность | Численность, чел. | Доля    |
| -------------- | ----------------- | ------- |
| всего          | 74                | 100,0 % |
| Марийцы        | 53                | 71,6 %  |
| Русские        | 21                | 28,4 %  |

## Инфраструктура
Улично-дорожная сеть деревни имеет асфальтовое и грунтовое покрытие. Жители проживают в индивидуальных домах, не имеющих централизованного водоснабжения и водоотведения. Деревня не газифицирована.